# Trenton (Nova Iorque)
Trenton é uma cidade localizada no estado norte-americano de Nova Iorque, no Condado de Oneida.

## Demografia
Segundo o censo norte-americano de 2000, a sua população era de 4.670 habitantes.